# Cindy Starfall
Cindy Starfall (Ciudad Ho Chi Minh, Vietnam; 28 de noviembre de 1989) es una actriz pornográfica y modelo erótica vietnamita afincada en Estados Unidos.

## Biografía
Nació en Vietnam, en concreto en Ciudad Ho Chi Minh, antigua ciudad de Saigón, en noviembre de 1989. Tiene ascendencia mixta, con origen chino, tailandés y vietnamita. Nieta de un acaudalado empresario vietnamita, emigró con su familia a los Estados Unidos cuando ella tenía 15 años, aprendiendo el inglés desde cero ya estando en territorio estadounidense.
Después de cumplir los 18 años, fue a la Universidad, donde estudió Marketing. En esta etapa se inició en el modo de vida de los swingers y comenzó a realizar shows en Internet como modelo de cámara web. En 2011 conoció al editor y fundador de Hustle, Larry Flynt, quien le ayudó a entrar en la industria del entretinimiento para adultos, dándole la oportunidad de posar como modelo erótica en la revista.
Realizó su primera sesión fotográfica en la industria con la web Nitin Production. En 2012 debutó como actriz pornográfica, con 23 años, siendo su primera escena para el portal web Reality Kings. Ha rodado para productoras como Adam & Eve, Hustler Video, Digital Sin, Wicked Pictures, Naughty America, Evil Angel, Elegant Angel, SexArt, New Sensations, Bangbros, Mile High, Reality Kings, Mofos, Digital Playground, Kink.com o Penthouse.
En 2013 grabó en Gang Bang of Bonnie Rotten sus primeras escenas de gang bang y doble penetración vaginal.
En 2014 fue nominada en los Premios AVN a Mejor actriz revelación. Obtuvo otra nominación en aquel año, en los Premios XBIZ, a Mejor escena de sexo en película gonzo por Slaying Asians. Al año siguiente, en 2015, fue nominada a la Mejor escena de trío H-M-H, junto a Erik Everhard y Karlo Karrera, por Best New Starlets 2014.
Regresó al circuito de premios en 2016 con otra nominación en los AVN a la Mejor actuación solo / tease por Starfall y a los Premios XBIZ con dos nominaciones en las categorías de Mejor escena de sexo en película lésbica por Saving Humanity y Mejor escena de sexo en película parodia por This Ain't the Interview XXX.
Ha rodado más de 420 películas como actriz.
Películas suyas son Asian Bombshells, Black Cock Chasers 4, Face Painters 2, Happy Ending Handjobs 5, Just A Handjob, Mandingo Massacre 5, Naughty Nannies, Orgy Masters 3, Pho-King, Squirt Gasms 2 o Teach Me 3.

## Premios y nominaciones
| Año  | Ceremonia                         | Resultado | Premio                                     | Trabajo                      |
| ---- | --------------------------------- | --------- | ------------------------------------------ | ---------------------------- |
| 2012 | Rogreviews' Critics Choice Awards | Nominada  | Best Newbie                                | —                            |
| 2013 | Sex Awards                        | Nominada  | Hottest New Girl                           | —                            |
| 2014 | Premios AVN                       | Nominada  | Mejor actriz revelación                    | —                            |
| 2014 | The Fannys                        | Nominada  | Most Underrated Star                       | —                            |
| 2014 | The Fannys                        | Nominada  | New Starlet of the Year                    | —                            |
| 2014 | Premios XBIZ                      | Nominada  | Mejor escena de sexo en película gonzo     | Slaying Asians               |
| 2014 | Premios XRCO                      | Nominada  | Nueva estrella del año                     | —                            |
| 2015 | Premios AVN                       | Nominada  | Mejor escena de trío H-M-H                 | Best New Starlets 2014       |
| 2015 | Premios AVN                       | Nominada  | Premio fan: Estrella pornográfica favorita | —                            |
| 2015 | Premios XRCO                      | Nominada  | Unsung Siren of the Year                   | —                            |
| 2016 | Premios AVN                       | Nominada  | Mejor actuación solo / tease               | Starfall                     |
| 2016 | Premios AVN                       | Nominada  | Premio fan: Estrella pornográfica favorita | —                            |
| 2016 | Spank Bank Awards                 | Nominada  | Born To Hand Job                           | —                            |
| 2016 | Spank Bank Awards                 | Nominada  | Countess of Contortionism                  | —                            |
| 2016 | Spank Bank Awards                 | Nominada  | Imported Temptress of the Year             | —                            |
| 2016 | Spank Bank Awards                 | Nominada  | Smooth As Silk                             | —                            |
| 2016 | Spank Bank Awards                 | Nominada  | Super Squirter of the Year                 | —                            |
| 2016 | Spank Bank Technical Awards       | Ganadora  | Vietnamese Vixen                           | —                            |
| 2016 | Premios XBIZ                      | Nominada  | Mejor escena de sexo en película lésbica   | Saving Humanity              |
| 2016 | Premios XBIZ                      | Nominada  | Mejor escena de sexo en película parodia   | This Ain't the Interview XXX |
| 2017 | Spank Bank Awards                 | Nominada  | Contessa of Cum                            | —                            |
| 2017 | Spank Bank Awards                 | Nominada  | Facial Cum Target of the Year              | —                            |
| 2017 | Spank Bank Awards                 | Nominada  | Most Adorable Slut                         | —                            |
| 2017 | Spank Bank Awards                 | Nominada  | Tightest Twat                              | —                            |
| 2017 | Spank Bank Awards                 | Nominada  | Webcam / Skype Show Girl of the Year       | —                            |
| 2017 | Spank Bank Technical Awards       | Ganadora  | Pho-king Phenom                            | —                            |
| 2018 | Spank Bank Awards                 | Nominada  | Asian Empress of the Year                  | —                            |
| 2018 | Spank Bank Awards                 | Nominada  | Most Energetic Fuck Bunny                  | —                            |
| 2018 | Spank Bank Awards                 | Nominada  | Royal Majesty of the Stripper Pole         | —                            |
| 2019 | Premios AVN                       | Nominada  | Premio fan: Estrella mediática             | —                            |
| 2019 | Spank Bank Awards                 | Nominada  | Asian Empress of the Year                  | —                            |
| 2019 | Spank Bank Awards                 | Nominada  | Best Live Performance                      | —                            |
| 2019 | Premios Urban X                   | Nominada  | Artista femenina del año                   | —                            |